# Demokrates
Demokrates altgriechisch Δημοκράτης war ein griechischer Bildhauer, der im 1. beziehungsweise 2. Jahrhundert tätig war.
Demokrates, Sohn des Leontis, war wahrscheinlich in Erythrai tätig. Er ist einzig durch eine Signatur auf einer Rundbasis bekannt, auf der die Bürger von Erythrai mit einem Bildnis einen darüber hinaus unbekannten Prxippos, Sohn des Kallikrates, ehrten.